# Reggenza di Bogor
La Reggenza di Bogor (in indonesiano Kabupaten Bogor) è una reggenza (kabupaten) dell'Indonesia situata nella provincia di Giava Occidentale.